# Debra Morgan
Debra "Deb" Morgan es un personaje  de la serie Dexter. Es la hermana adoptiva de Dexter Morgan. Ella siempre sintió que su padre, Harry Morgan, le prestaba más atención a su hermano que a ella. Sin embargo, está muy unida a Dexter, en muchas ocasiones intenta que su hermano demuestre sus sentimientos.

## Biografía
La aspiración profesional de Debra ha sido siempre entrar en Homicidios, sin embargo su primer destino fue Antivicio, donde su trabajo consistía en infiltrarse entre las trabajadoras sexuales. Al principio de la serie consigue su ansiado puesto en Homicidios, en donde ascenderá rápidamente: en la sexta temporada será nombrada teniente, en sustitución de María LaGuerta, que a su vez es promovida a capitán. Debra tiene tentaciones de rechazar el puesto, por sentirse un peón de LaGuerta y por creer que debería ser el sargento Ángel Batista quien lo ocupe, pero finalmente éste le convence para aceptar.
Debra se ha mostrado como una profesional más que competente, aunque a veces demasiado dada a la acción y poco a la reflexión. Aspira también a hacer su trabajo sin quedar enredada en las manipulaciones políticas de LaGuerta.
Las relaciones sentimentales de Debra han sido muy malas durante toda la serie: ninguna de ellas ha terminado bien y en la mayoría se ha interpuesto su trabajo. Al comienzo de la serie, su novio es un mecánico con el cual dura unas dos semanas aproximadamente. Su siguiente pareja, Rudy Cooper, es en realidad el asesino del camión de hielo y hermano biológico de Dexter. Deb llega a enamorarse de él, incluso a comprometerse, sin saber que él la quiere para convertirla en la primera víctima que Dexter y él matarán juntos. Dexter asesina a Rudy y Debra termina la temporada sin saber que ambos son hermanos, pero lo descubrirá en la cuarta.
Ya en la segunda temporada, Debra comienza a salir con Gabriel, un chico que conoce en el gimnasio y del que sospecha (erróneamente) que sólo quiere estar con ella por la notoriedad que ha ganado al resolver el caso del asesino del camión de hielo. En todo caso, la relación terminará y Debra empezará a salir con el agente especial Lundy del FBI, que está en Miami para resolver el caso del asesino de la bahía Harbor. La relación con Lundy dura hasta que él se va de Miami, pues Debra es incapaz de dejar su trabajo.
En la tercera temporada, empieza a salir con Anton, el informante no oficial del detective Joseph Quinn. En la cuarta temporada Lundy, ya retirado, vuelve a Miami para trabajar independientemente en el caso de Trinity y tiene intenciones de reconquistarla. La misma noche en que lo logra es asesinado.
En la quinta temporada Debra comienza una relación con el detective Quinn, que termina a principios de la sexta temporada cuando éste pide a Debra en matrimonio y ella lo rechaza. En esta temporada, Debra empieza a ir a terapia, y su terapeuta la lleva a descubrir / le hace creer que está enamorada de su hermano adoptivo, Dexter, lo que habría hecho que sus relaciones anteriores fracasaran.
En el capítulo final de la séptima temporada LaGuerta descubre que Dexter es un asesino en serie y que este inculpó a Doakes, por lo que Dexter la anestesia y la lleva a un contenedor vació en los puertos de Miami para simular un tiroteo entre ella y el hombre que asesinó a su madre, a quien también tenía en el contenedor aunque ya fallecido. Pero Deb, que venía siguiéndolos, irrumpe en el contenedor y detiene a Dexter, en el preciso momento en que LaGuerta despierta y la deja en el conflicto de decidir si debía optar por la justicia y disparar a su hermano o cubrirlo y matar a María, cosa que finalmente termina haciendo y corre a abrazar su cadáver llorando por lo que acababa de hacer.
En la última temporada Batista le devuelve su placa de detective y decide volver a Miami Metro. Dexter atrapa a Oliver cuando este irrumpe en su casa por la noche para asesinarlo, acto seguido Oliver se encuentra atado a la silla psiquiátrica donde solía matar a sus víctimas en el hospital abandonado que frecuentaba para esto. Dexter se da cuenta de que ya no siente la necesidad de matar como antes y decide dejarlo atado a la silla y llamar a Debra para que esta lo detenga, llame a la policía y quede como la heroína del caso de Oliver Saxon, pero algo sale mal, ya que el detective Clayton había decidido seguirla sin que ella se enterara para poder probar su contacto con Hannah McKey. Al entrar a la habitación donde Saxon se encontraba atado y amordazado este se hace pasar por un inocente que fue raptado, por lo que el agente federal Clayton lo desata y Saxon lo asesina con uno de los cuchillos que Dexter había dejado como evidencia plantada al retractarse sobre matarlo. En ese preciso momento Debra cruza la puerta de la habitación dando la voz de alto, pero Oliver le arrebata el arma de la cintura a Clayton y dispara contra ella hiriéndola de gravedad en el estómago. 
Deb logra pedir ayuda mediante la radio y es llevada por Quinn en una ambulancia hacia el hospital donde se le realiza una cirugía, la cual provoca que un coágulo se forme en su cerebro y la deje en coma, su cerebro no recibe aire durante varios minutos, por lo que los médicos confirman que acababa de quedar en estado vegetativo. Dexter se entera de la situación al llegar al hospital después de seguir a Saxon, quien había logrado escapar del hospital abandonado y buscaba a Debra en el hospital para asesinarla. Tiempo después decide ir al hospital a desconectarla de su respirador artificial después de decirle al oído que la amaba, dándole así una muerte digna. Dexter aprovecha el revuelo armado en el hospital por la tormenta y el huracán que se aproximan, ya que debido a esto los pacientes del ala sur del hospital estaban siendo reubicados y se lleva el cadáver de Deb envuelto en las sabanas del hospital a su bote amarrado en el puerto lindero al hospital. Dexter viaja mar adentro y le da el último adiós a Deb antes de arrojarla al océano y ver como esta se desvanecía en la profundidad del agua.
- Datos: Q2309267